# Benyoucef Benkhedda
Benyoucef Benkhedda (Berrouaghia, 23 febbraio 1920 – Algeri, 4 febbraio 2003) è stato un politico algerino, secondo ed ultimo Presidente del Governo provvisorio della Repubblica algerina. Il suo successore Ahmed Ben Bella, infatti, assunse la carica di Primo Ministro.